# Libourne
Libourne là một xã trong tỉnh Gironde, thuộc vùng Nouvelle-Aquitaine của nước Pháp, có dân số là 22.457 người (thời điểm 1999).

## Các thành phố kết nghĩa
- Schwandorf, Đức

## Những người con của thành phố
- Jean-Ma rie Londeix (1932-)
- Eugène Atget, nhiếp ảnh gia
- Noël Mamère, chính trị gia